# Hype (Fernsehserie)
Hype ist eine deutsche Rap-Musical-Serie des Radiosenders Cosmo. Die Serie wurde von Esra und Patrick Phul entwickelt, die beide auch Regie führten und gemeinsam mit Claudia Bach und Leonidas Emre Pakkan das Drehbuch schrieben. Die 5 Folgen umfassende erste Staffel wurde am 6. Mai 2022 zuerst in der ARD Mediathek veröffentlicht, wöchentlich im YouTube-Kanal von WDR Cosmo und am 12. Mai 2022 auf dem Fernsehsender One ausgestrahlt. Seit dem 1. Juli 2023 ist die Serie auf dem Streaming-Anbieter Netflix zu sehen.

## Handlung
Die Serie „Hype“ handelt von den Lebensgeschichten zweier junger Menschen aus Köln-Porz: Musa und Naila. Musa ist ein ambitionierter Rapper, der davon träumt, in der Musikindustrie Fuß zu fassen und sich aus seiner prekären Situation in einem Plattenbauviertel zu befreien. Nachdem er seinen Job in einem Logistikunternehmen verliert, sieht er im Rap die Chance auf einen Neuanfang.
Naila hingegen ist eine erfolgreiche Influencerin, die scheinbar ein glamouröses Leben führt. Doch unter der glänzenden Oberfläche verbirgt sich eine Welt voller Herausforderungen und Zweifel. Sie stammt ebenfalls aus Porz, hat es aber geschafft, aus ihrem Viertel auszubrechen.
Die Serie thematisiert die alltäglichen Probleme und Konflikte, mit denen Musa und Naila konfrontiert sind. Dazu gehören Konflikte mit der Polizei (Polizist Schirmer gespielt von Manuel Hill), Spannungen in ihren Freundschaften und Beziehungen zu Drogendealern. Musa und Naila kämpfen darum, ihren Platz in der Welt zu finden und ihre persönlichen Träume zu verfolgen.
Während Musa den Durchbruch im Rapgeschäft anstrebt und dabei in Konflikt mit lokalen Kriminellen gerät, versucht Naila, ihre eigene Identität in der Welt der Influencer zu bewahren. Die Serie zeigt, wie die beiden Protagonisten trotz ihrer unterschiedlichen Lebenswege und Ambitionen miteinander verbunden sind.

## Produktion
Die Idee zur Serie stammt von Esra und Patrick Phul und gaben mit Hype ihr Regiedebüt. Sie schrieben das Drehbuch (zusammen mit Claudia Bach und Leonidas Pakkan), waren für das Casting verantwortlich und wirkten beim Songwriting mit. Zudem war Patrick Phul auch Editor der Serie. Für die Kamera verantwortlich war Mahmoud Belakhel.
Besonderen Wert legten die Macher Esra und Patrick Phul auf die Authentizität der Serie. So war es ihnen wichtig, vor und hinter der Kamera verstärkt Menschen mit Migrationsgeschichte und insbesondere aus ihrem Stadtteil Köln-Porz, in dem sie leben und in dem auch die Handlung der Serie spielt, zu besetzen. So stammen beispielsweise der Protagonist Musa, gespielt von Soufiane El Mesaudi, und Deuteragonist Akram, gespielt von Ahmet Tanirgan, ebenfalls aus Porz. Bei den Drehbüchern wurde auf geschriebene Dialoge verzichtet, stattdessen wurde auf Improvisation gesetzt, um die Gespräche authentischer zu gestalten.
Die Beats der einzelnen Rap-Musical-Einlagen wurden von Samuele „Frio“ Frijo produziert. Die Filmmusik stammt ebenfalls von ihm. Für die Tanzchoreographien ist Dayan Raheem verantwortlich. Das Logo von Hype stammt von adopekid.
Produziert wurde die Serie von Picture Me Rollin’ (Esra Phul, Patrick Phul) und eitelsonnenschein (Marco Gilles, Lutz Heineking junior).

## Rezeption
Die Rezeption von Hype fällt mehrheitlich positiv aus. Die Serie wurde von Zeit Online in der Rubrik „Die besten TV-Serien zum Wochenende“ empfohlen. Die Saarbrücker Zeitung listet Hype unter „Highlights der ARD Mediathek im Mai“ 2022.

### Pressestimmen
„Der Look einer modernen Fernsehserie fusioniert hier mit den Funktionsweisen ebenso moderner Musikvideos. Shishabars werden zur glamourösen Begegnungsstätte, Straßentanz ruft Breakdance-Assoziationen hervor, und auch der Überfall auf eine Tankstelle wird zwischen Neonlicht und Pistoleneinsatz zu einem jener Minithriller, nach denen sich manche Rap-Videos strecken. Musicaleinlagen dienen nicht nur der Vorstellung wichtiger Figuren, sondern auch der ästhetischen Verortung des Rap-Musicals in seinem kulturellen Kontext.“

„Dass junge deutsche Kreative mit türkischen, arabischen und afrikanischen Wurzeln vor und hinter der Kamera wie selbstverständlich eine Stimme bekommen, ist - eben leider immer noch - alles andere als selbstverständlich. "Hype" gelingt ein lautstarkes Plädoyer für die Kraft dieser Vielfalt, ganz ohne verkopftes Bemühen um Political Correctness. Was dieses Lebensfrohe Low-Budget-Werk zum integrativen Fest macht, ist sein unverstelltes Selbstbewusstsein, sein präziser Sinn für Herz und Heimat sowie die ansteckende Musikalität.“

„Statt von Außenseitern, wurde diese Serie von einem Kreativ-Paar entwickelt und umgesetzt, das selbst aus Porz kommt: Esra und Patrick Phul. Ein entscheidender Faktor dafür, dass Hype ab Minute eins eine Ehrlichkeit ausstrahlt, die in den Bann zieht. Das mit den immer wieder integrierten Rap- und Tanzszenen funktioniert auch, wirkt nie gewollt oder peinlich. Liegt auch daran, dass der Hauptdarsteller und andere Beteiligte auch im wahren Leben rappen und die Lyrics selbst verfasst haben. Viele Darsteller stehen außerdem zum ersten Mail vor der Kamera und statt exaktem Drehbuch gab es Handlungsanweisungen und Improvisation. All das trägt zu einem erfreulichen Höchstmaß an Authentizität bei“

„So gehört dazu, dass man sich auf den Umgangston der Serie erst etwas einlassen muss, doch die Autoren haben die Fähigkeit, auch Außenseiter schnell in der Welt herumzuführen. Die Widersprüche, die Knackpunkte und die Probleme werden auf anschauliche, aber nicht übersimplifizierte Szenen gestülpt, die uns zeigen, was Armut und Vorurteile denen antun, die sich nicht dagegen wehren können.“

„Hype bringt in jedem Fall frischen Wind was deutsche Serien beim WDR angeht. Aktuelle Themen, Diversität, Geschichten die berühren und dazu Choreografien und Raps, die auch abseits der Serie funktionieren sollten und den Rappern zurecht einen Popularitätsboost geben. Auch wenn die vielen Themen pro Folge manchmal ein bisschen gewollt wirken und in Sachen Schaupsiel ab und an noch etwas Luft nach oben ist, hat die Serie auf jeden Fall sehr viel Potential, unterhält und macht nachdenklich und funktioniert als Deutschrap-Musical-Serie voll und ganz. Wir sind gespannt auf weitere Staffeln!“

## Nominierungen
- Grimme-Preis 2022 in der Kategorie Spezial-Preis[11]
- Deutscher Schauspielpreis 2023 in der Kategorie Nachwuchs für Soufiane El Mesaudi[12]